# 호르스
호르스(교회 슬라브어: Хърсъ)는 슬라브 신화의 남신이자 태양신이다. 호르스와 다즈보그는 역할과 기능이 비슷해서 이고리 원정기 같은 사서에서는 '호르스 - 다즈보그'라 하여 동일시 되기도 하였다. 그리스 신화의 태양신인 헬리오스와 아폴론 사이의 관계와 유사하다고 할 수 있다.

## 어원
"호르스"라는 이름은 이란어군(스키타이 또는 사르마티아)에 그 어원을 두는 것으로 생각된다. 아베스타어로 태양의 신성을 의미하는 흐바레크샤에타, "태양"을 의미하는 페르시아어 "호르시드(خورشید)", 호라산, 화레즘 등의 지명을 이와 연결해 생각할 수 있다.

## 숭배
루스인의 《원초 연대기》에 따르면 키예프 대공 블라디미르 1세가 980년 궁전 바깥 언덕 위에 나무로 깎아 만든 슬라브 신들의 우상을 세웠는데 페룬, 다즈보그, 스트리보그, 시마르글, 모코시 등과 함께 호르스의 우상도 세워졌다. 블라디미르 대공의 슬라브 만신전에서 호르스는 페룬 다음가는 두 번째로 중요한 신으로 대접받은 것으로 보인다.